# St. Marien (Oberlödla)

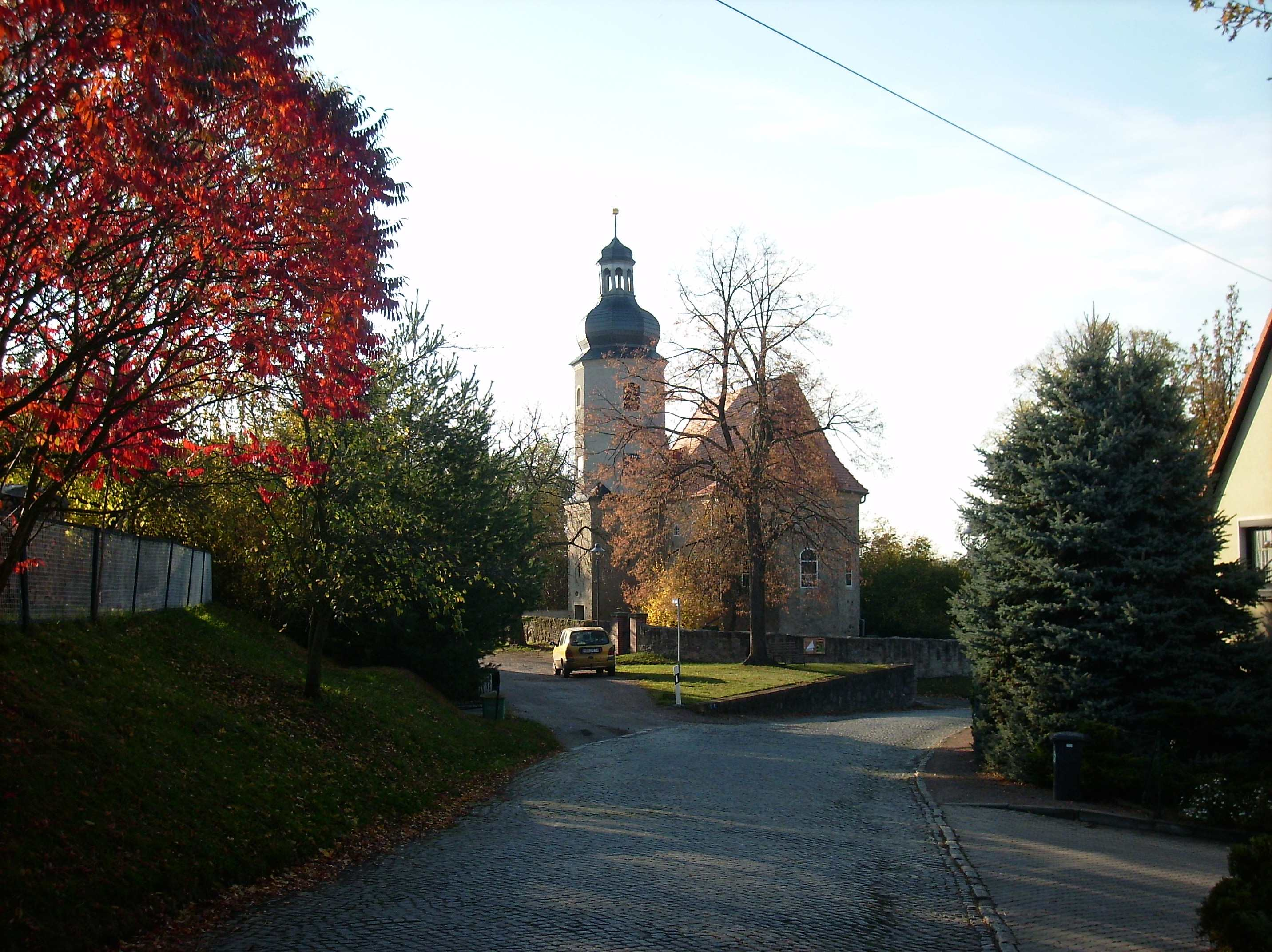
Die Kirche

Die evangelisch-lutherische Dorfkirche St. Marien steht im Ortsteil Oberlödla der Gemeinde Lödla im Landkreis Altenburger Land in Thüringen. Sie gehört zum Evangelisch-Lutherischen Kirchspiel Lucka I im Kirchenkreis Altenburger Land der Evangelischen Kirche in Mitteldeutschland.

## Geschichte
Die Kirche wird erstmals 1389 in den Quellen erwähnt, ansonsten ist die Quellenlage aber eher dürftig. Durch die Einpfarrung von Unterlödla in die Parochie Oberlödla 1697, wurde ein Erweiterungsbau notwendig. 1698 wurde sie in den Bauformen des Barock umgebaut, erweitert und erhielt ihr heutiges Aussehen. Die Kirche war Maria, der Mutter Jesu geweiht.
Die Gebäudeverwandtschaft Schloss, Rittergut und Kirche wurde nach 1945 zerstört. Das Schloss und das Rittergut wurden nach den damaligen gültigen Gesetzen abgerissen. Die Marienkirche wurde ebenfalls beschädigt und zwischen von 1949 bis 1951 wieder restauriert.
An der Turmsüdseite erinnert oberhalb eines Fensters das Stangische Wappen an die Zeit um 1898.

## Architektur
Die Kirche ist eine dreiachsige Hallenkirche mit Dreiachtelchor, Satteldach und einem seitlich angesetzten Kirchturm. Über dem mächtige Untergeschoss des Turms aus unverputztem Feldstein erheben sich zwei weitere, weiß verputzte Geschosse über einem achteckigen Grundriss. Bekrönt wird der Turm durch eine barocke Haube, der eine Laterne aufsitzt.
Im Inneren ist eine Flachdecke eingezogen. Görlitzer Glasfenster schmücken das Haus.